# رومنی
رومنی (به روسی: Ромни) شهری در استان سومی در کشور اوکراین واقع شده‌است. جمعیت این شهر ۳۸,۳۰۵ نفر (۲۰۲۱ تخمینی) است.

## نگارخانه

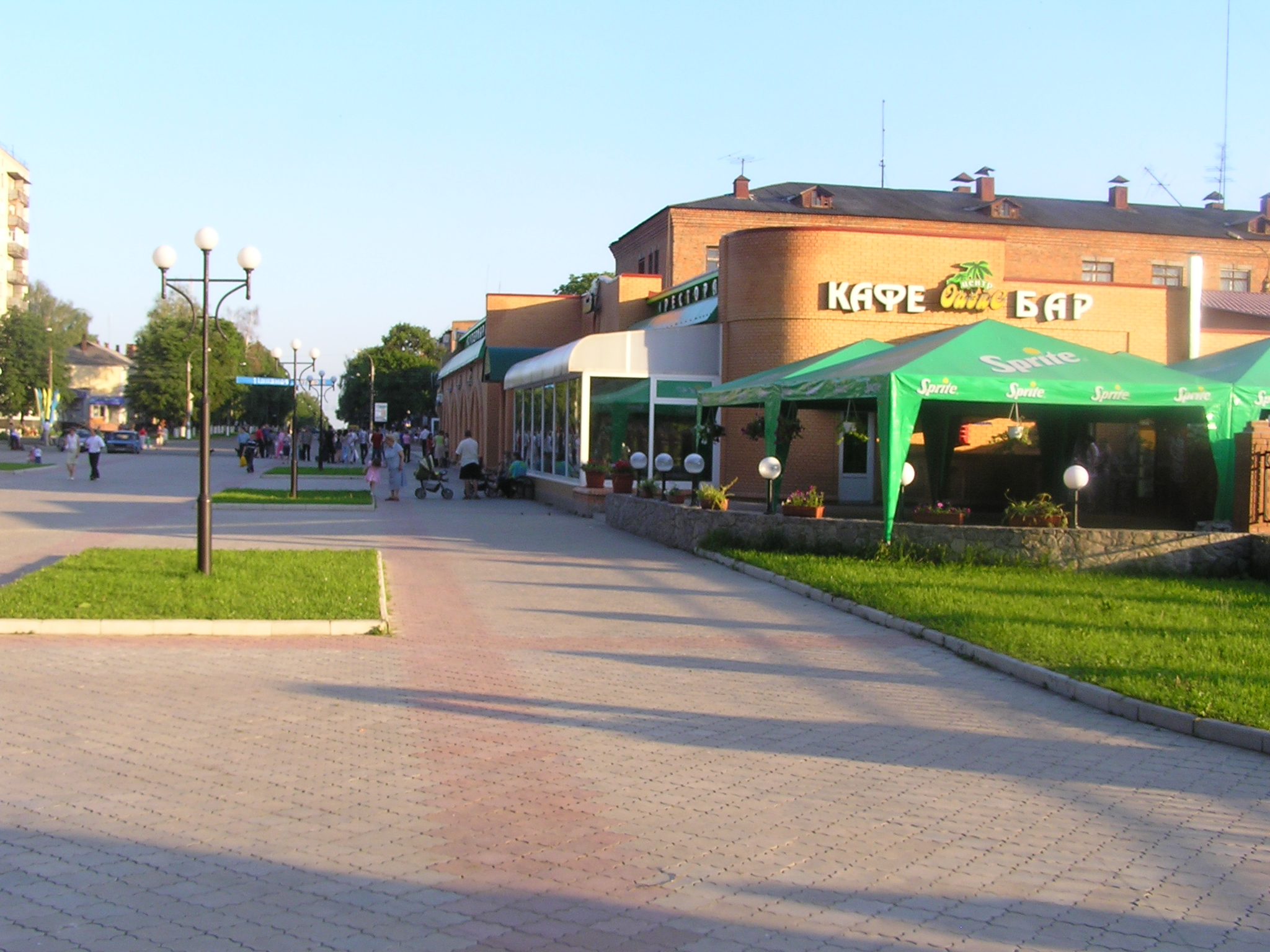
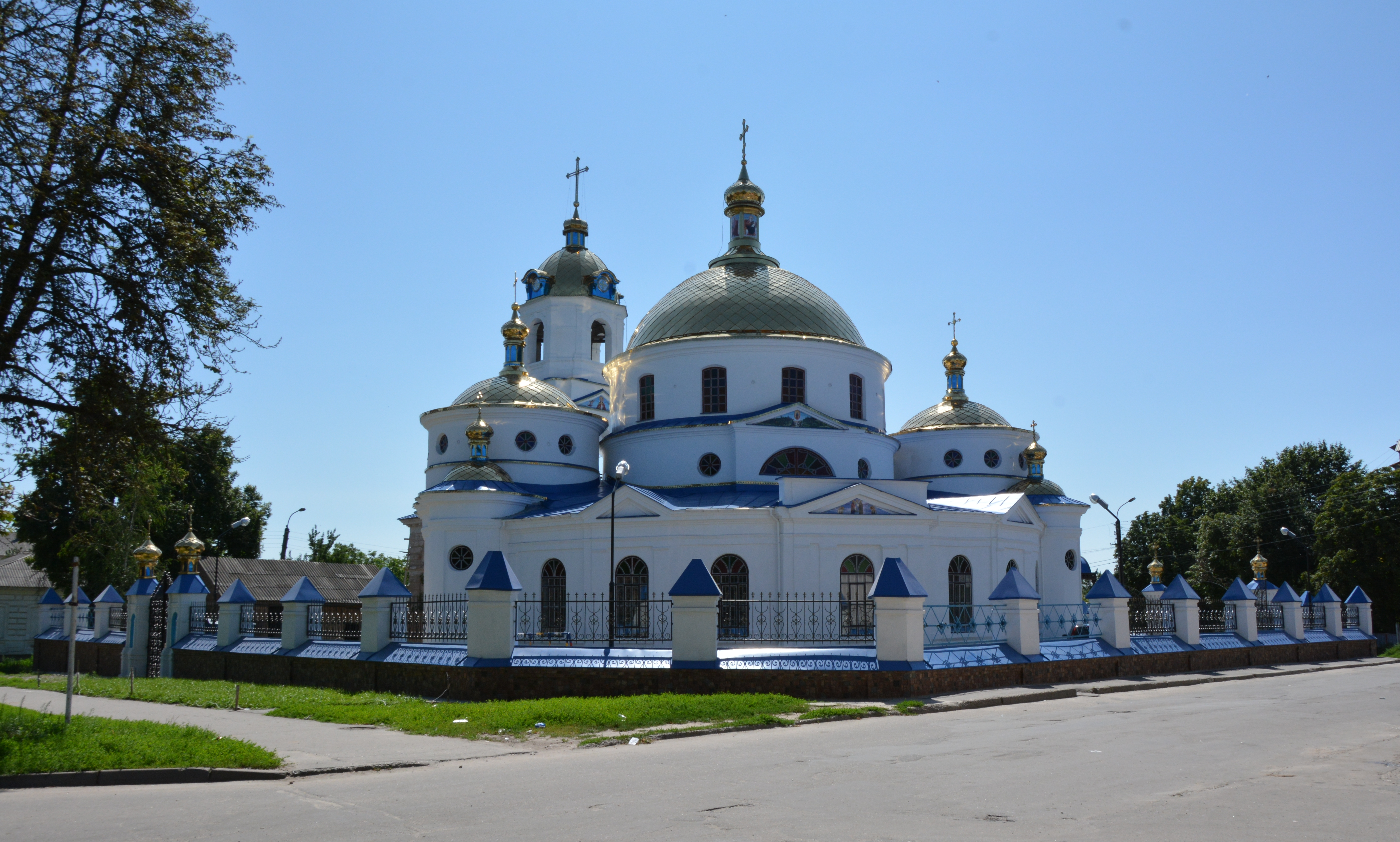
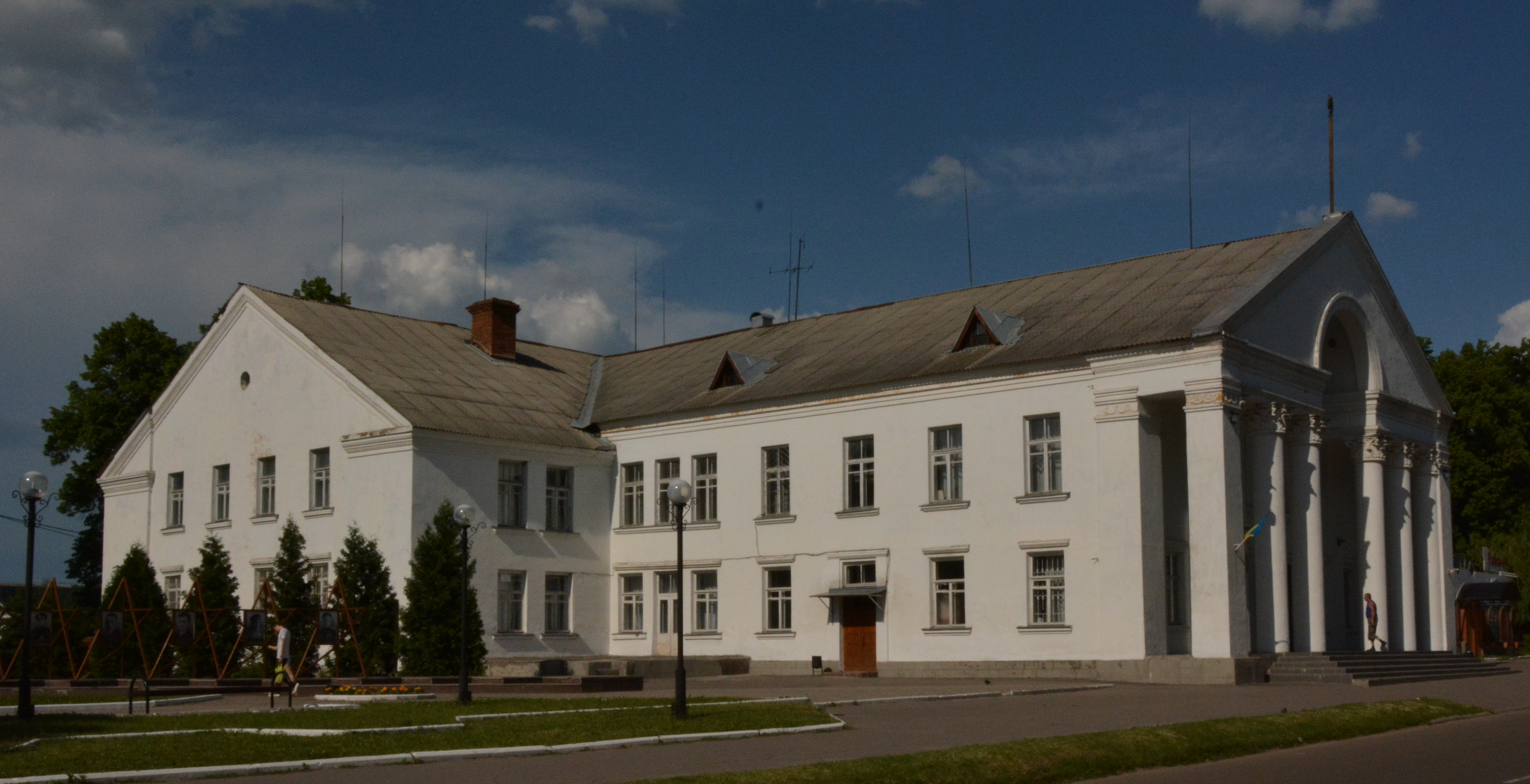
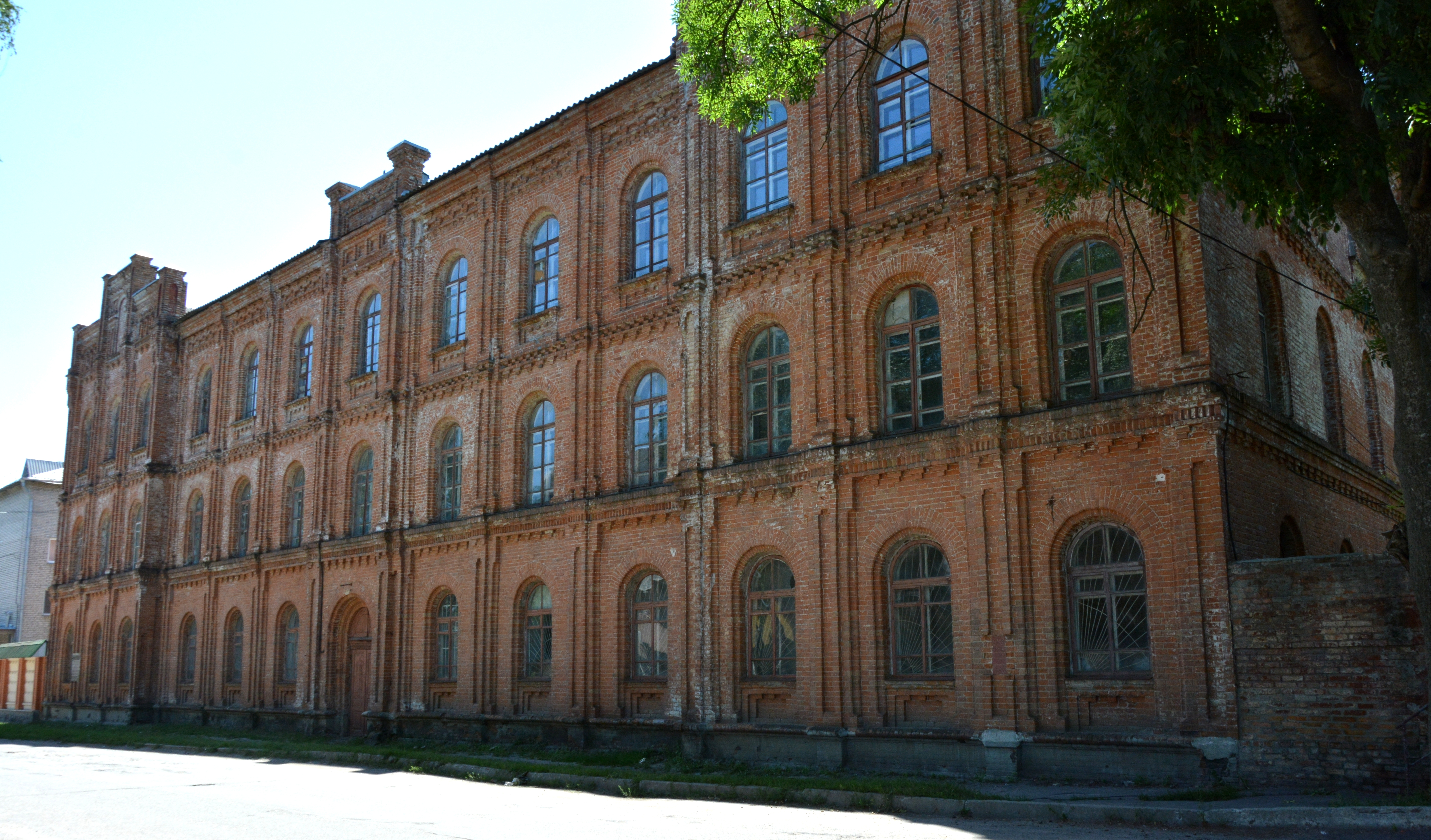
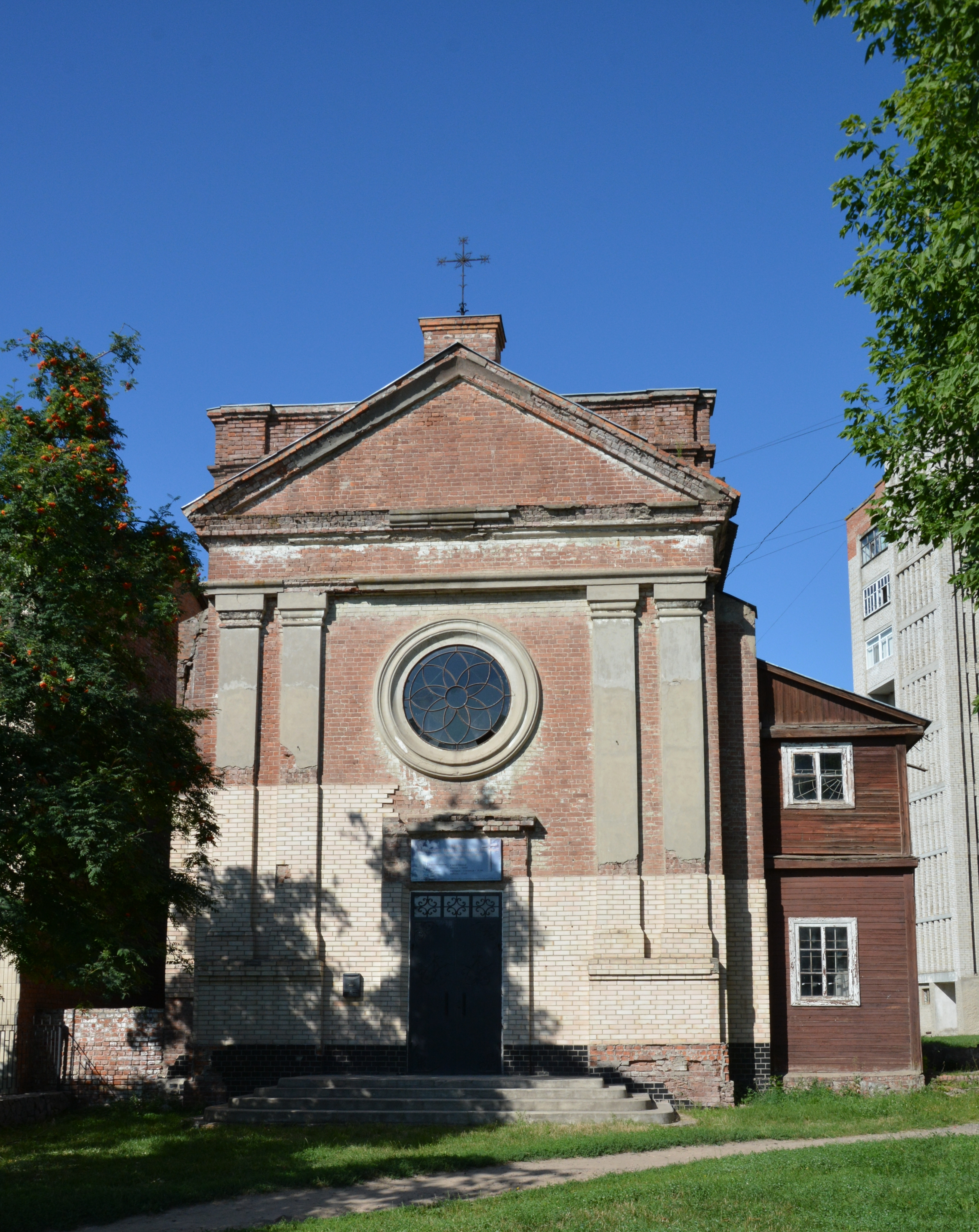
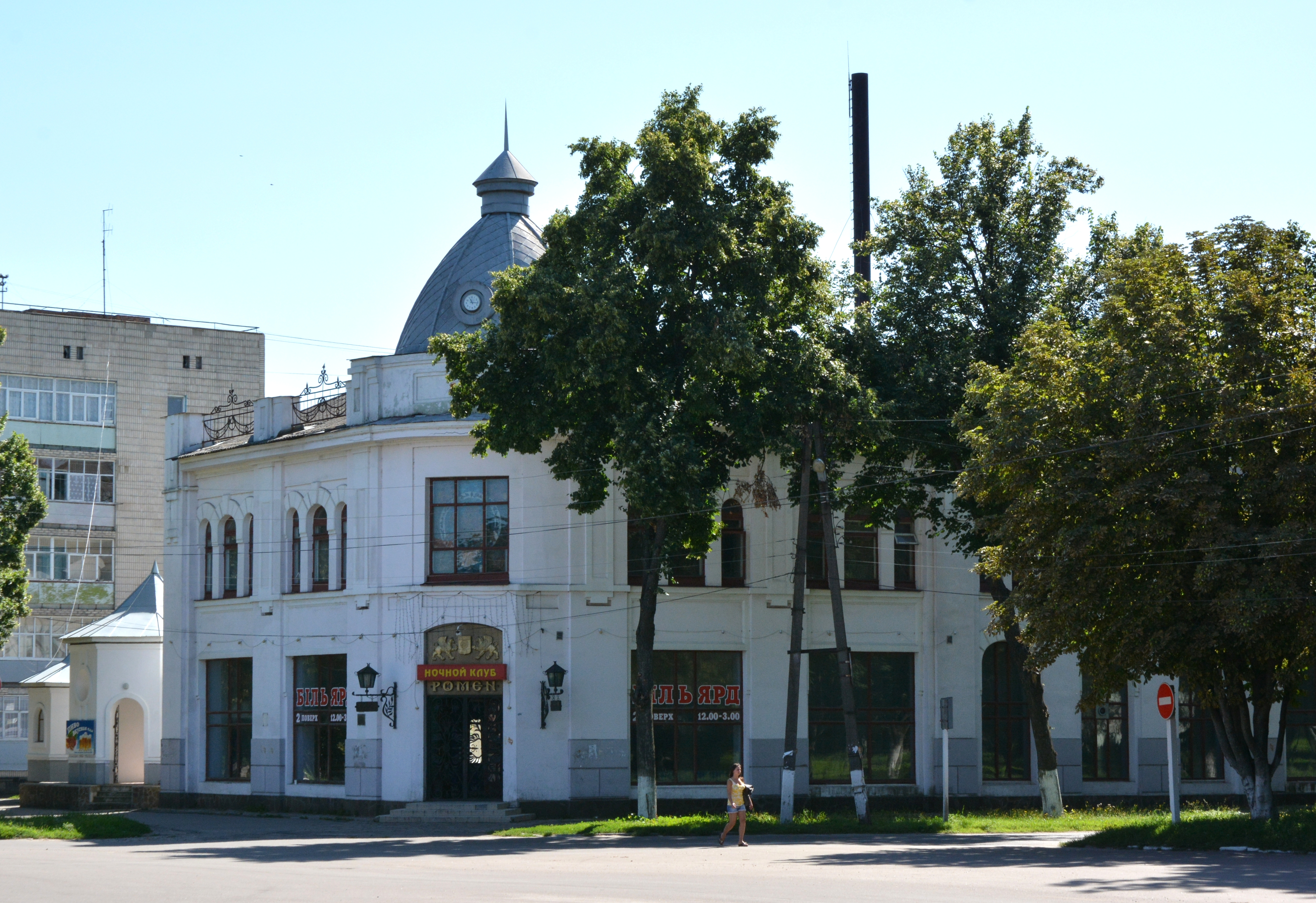
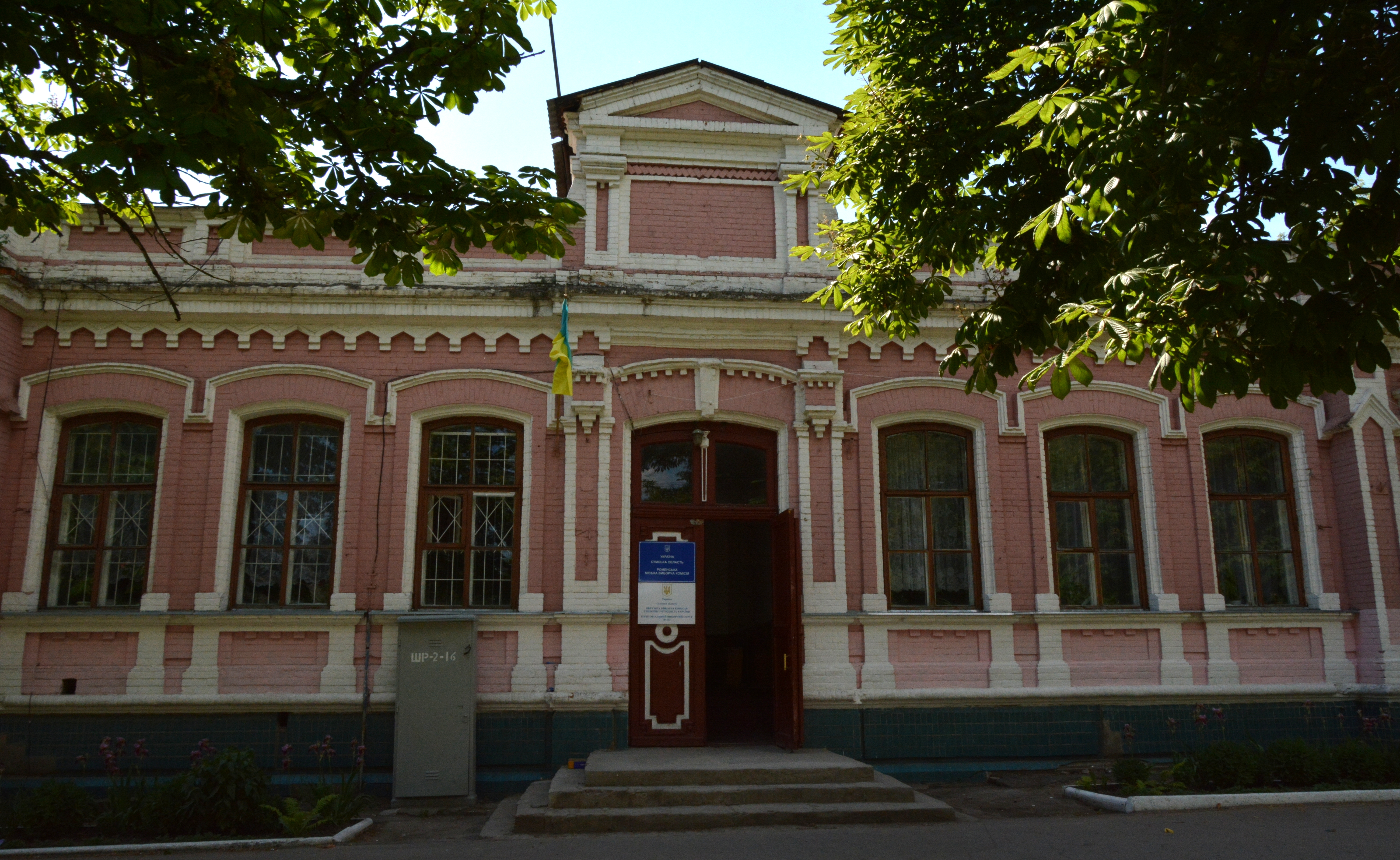
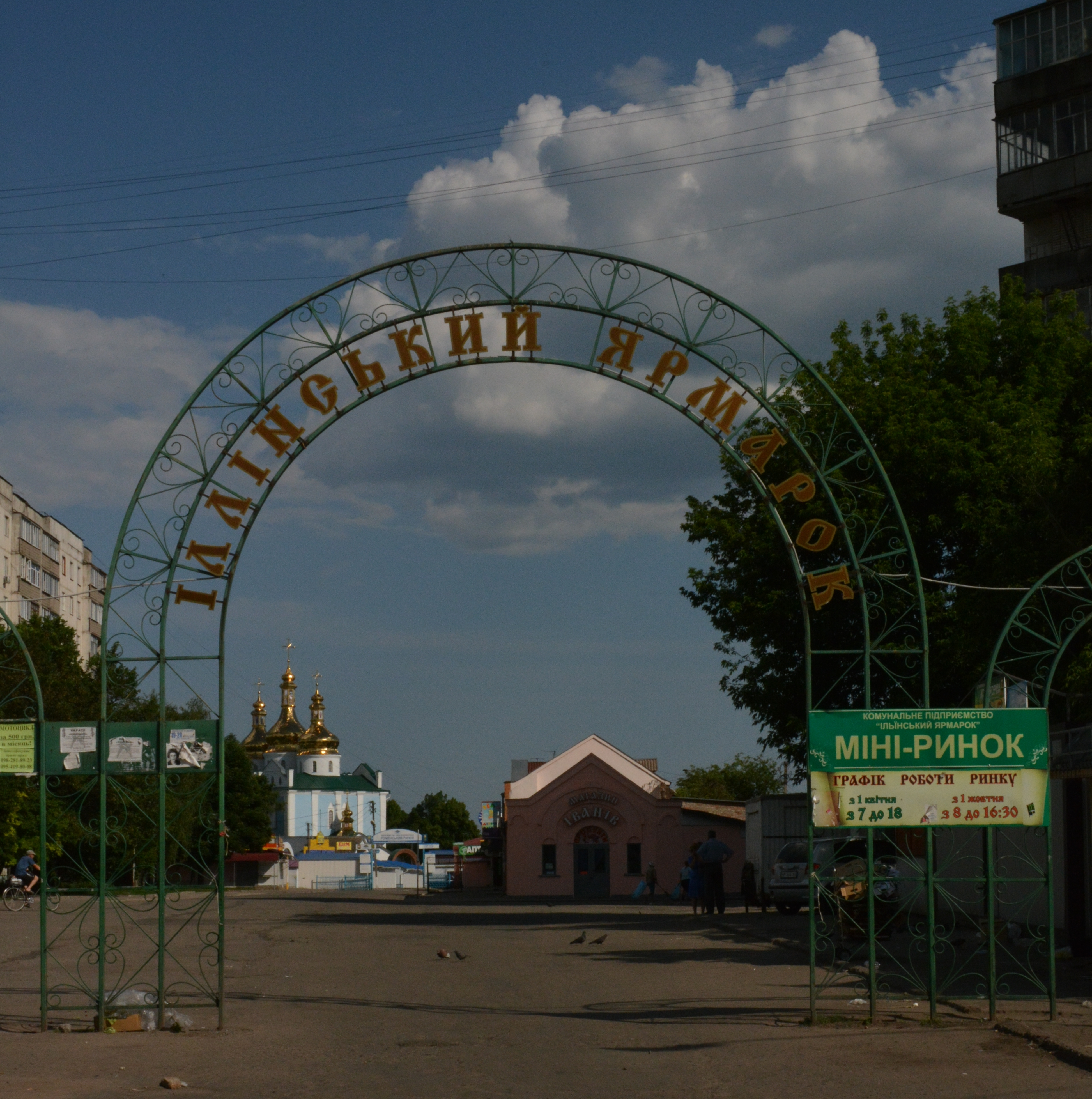
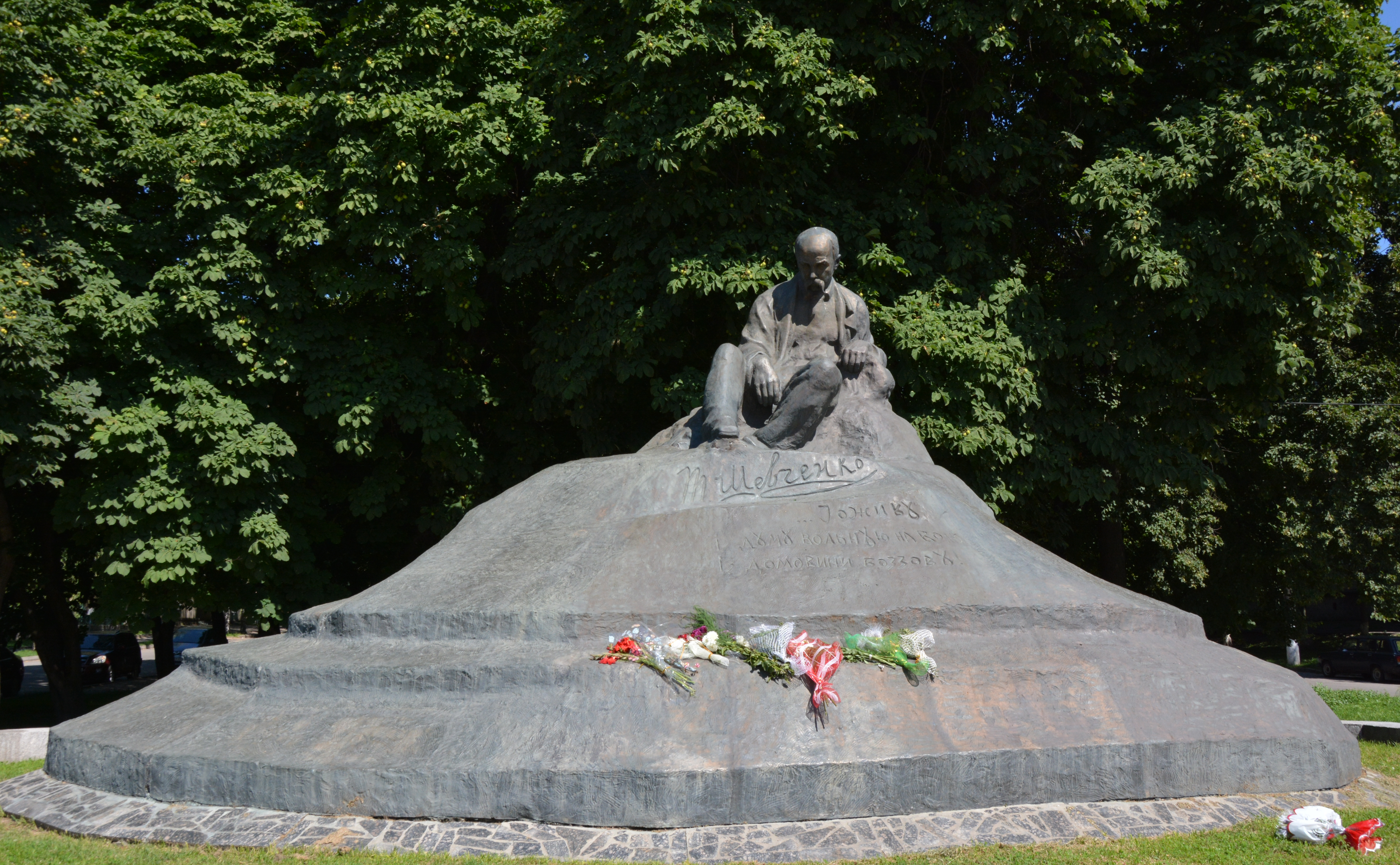
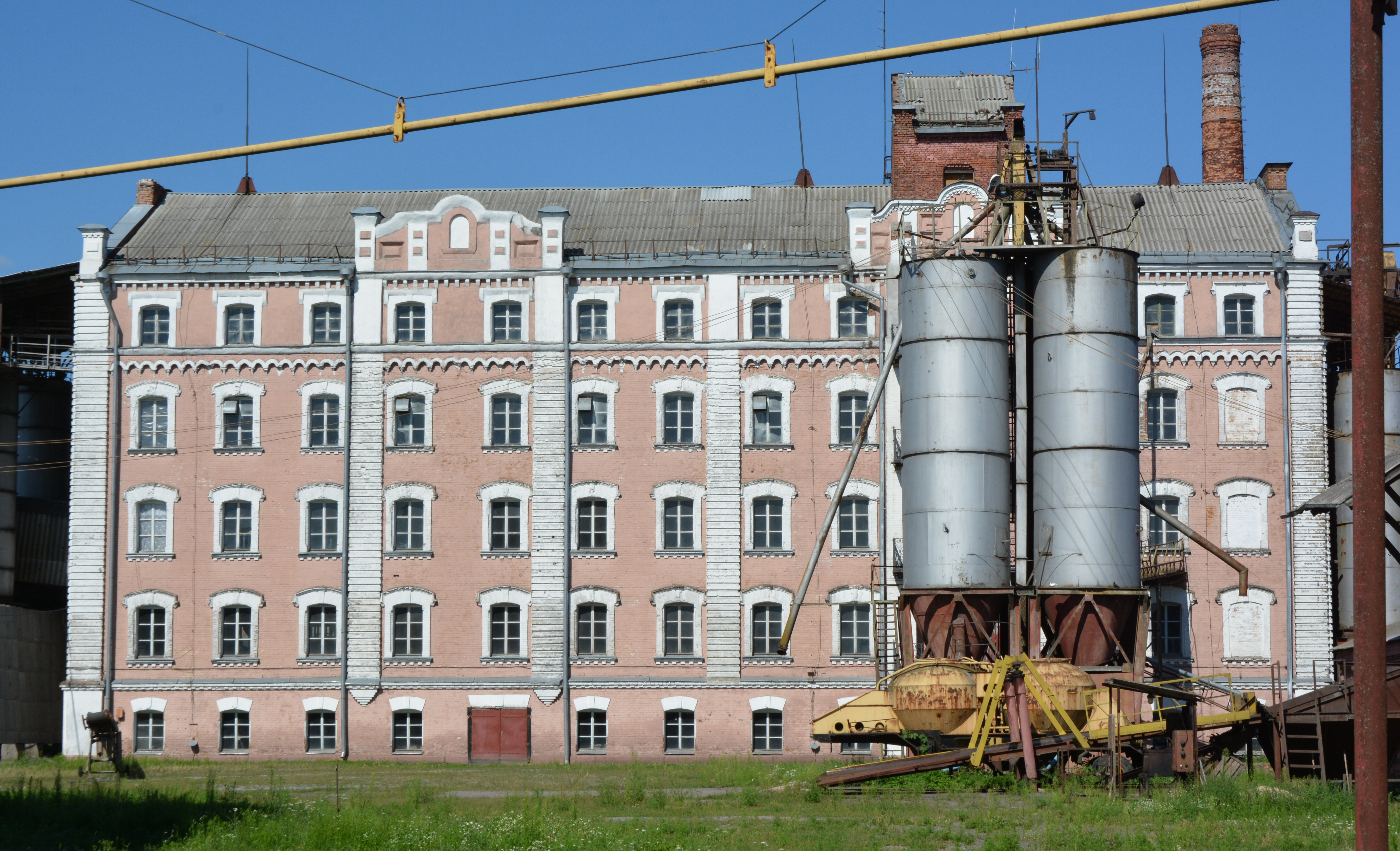
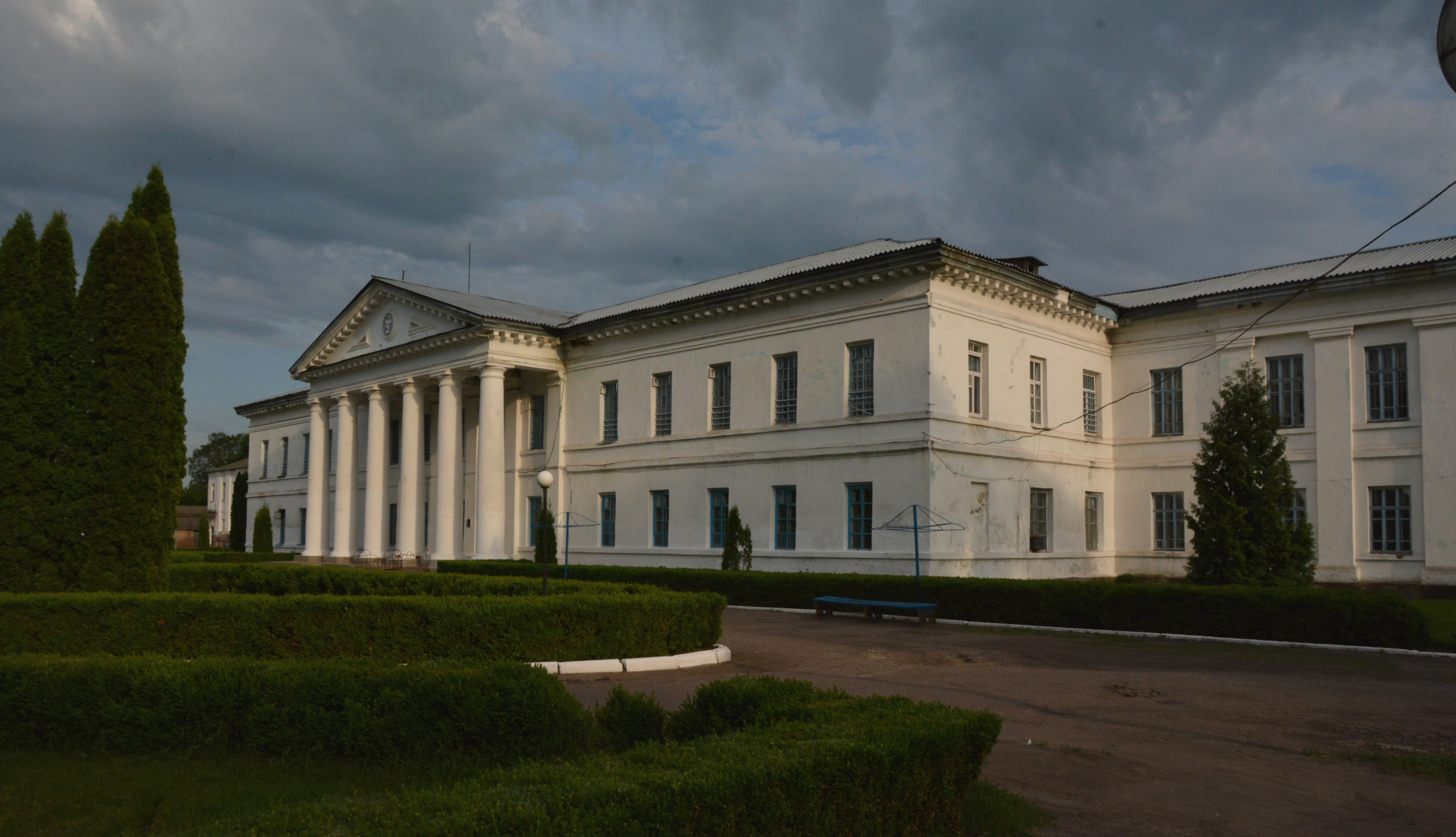
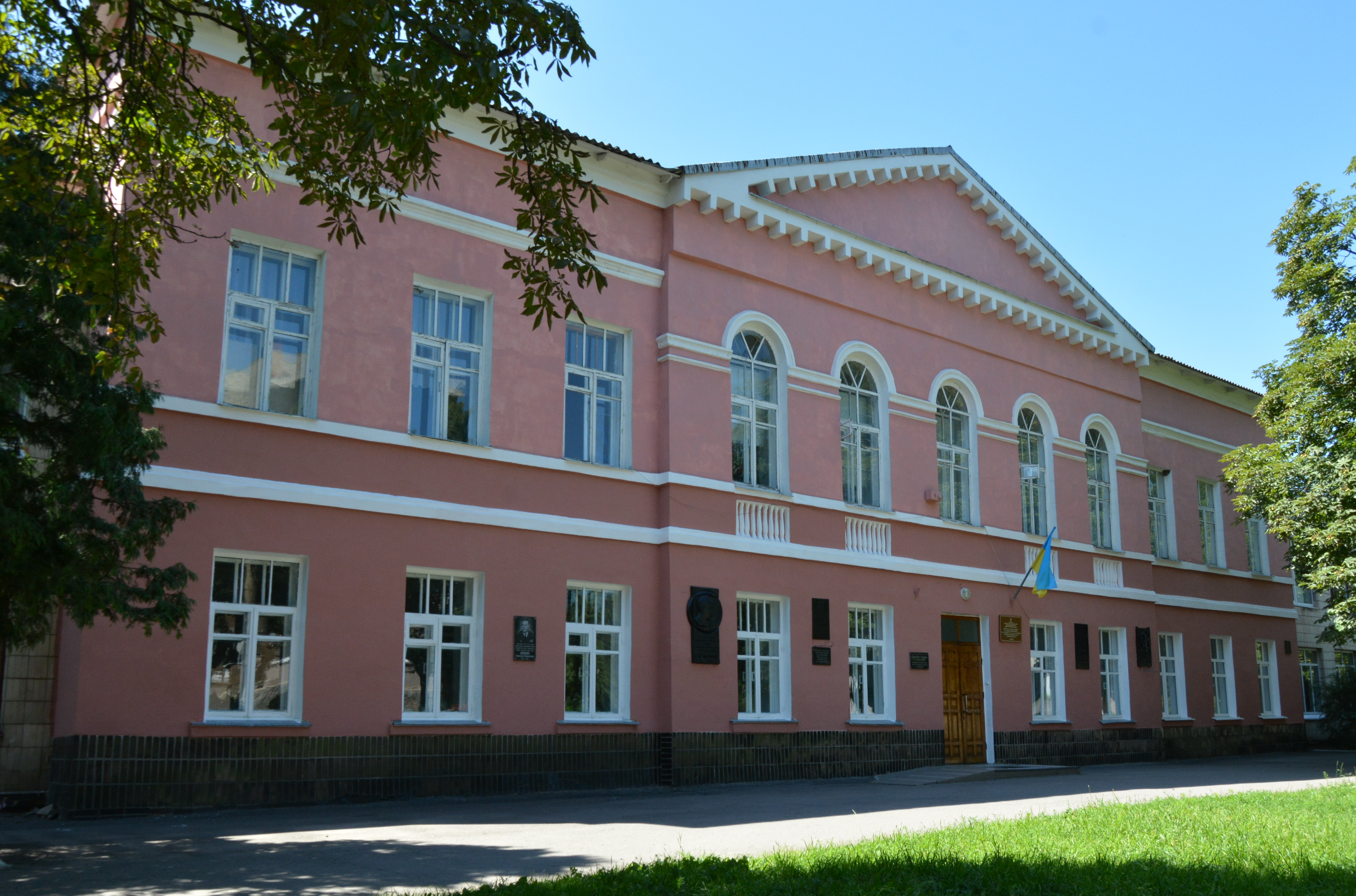
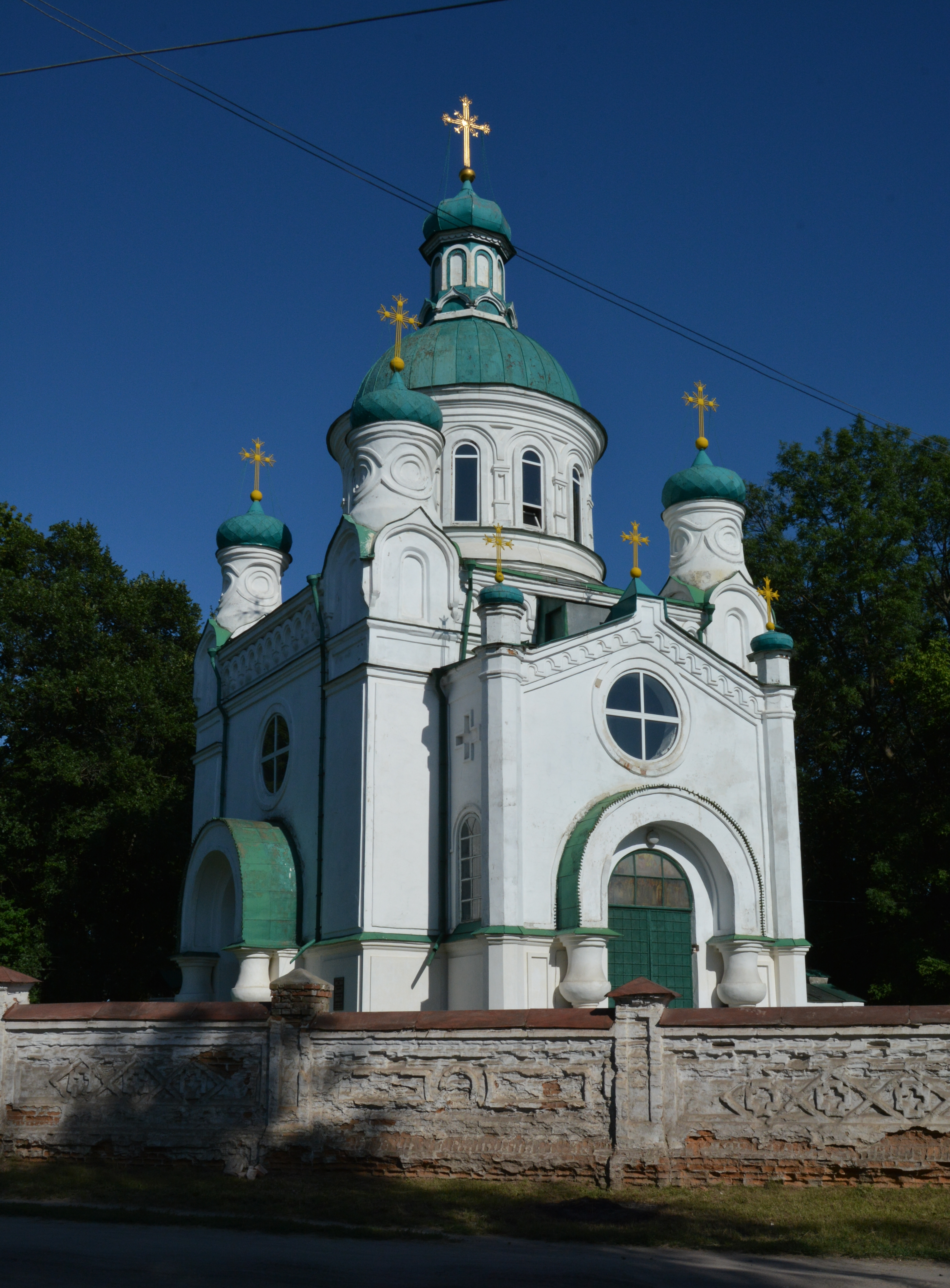
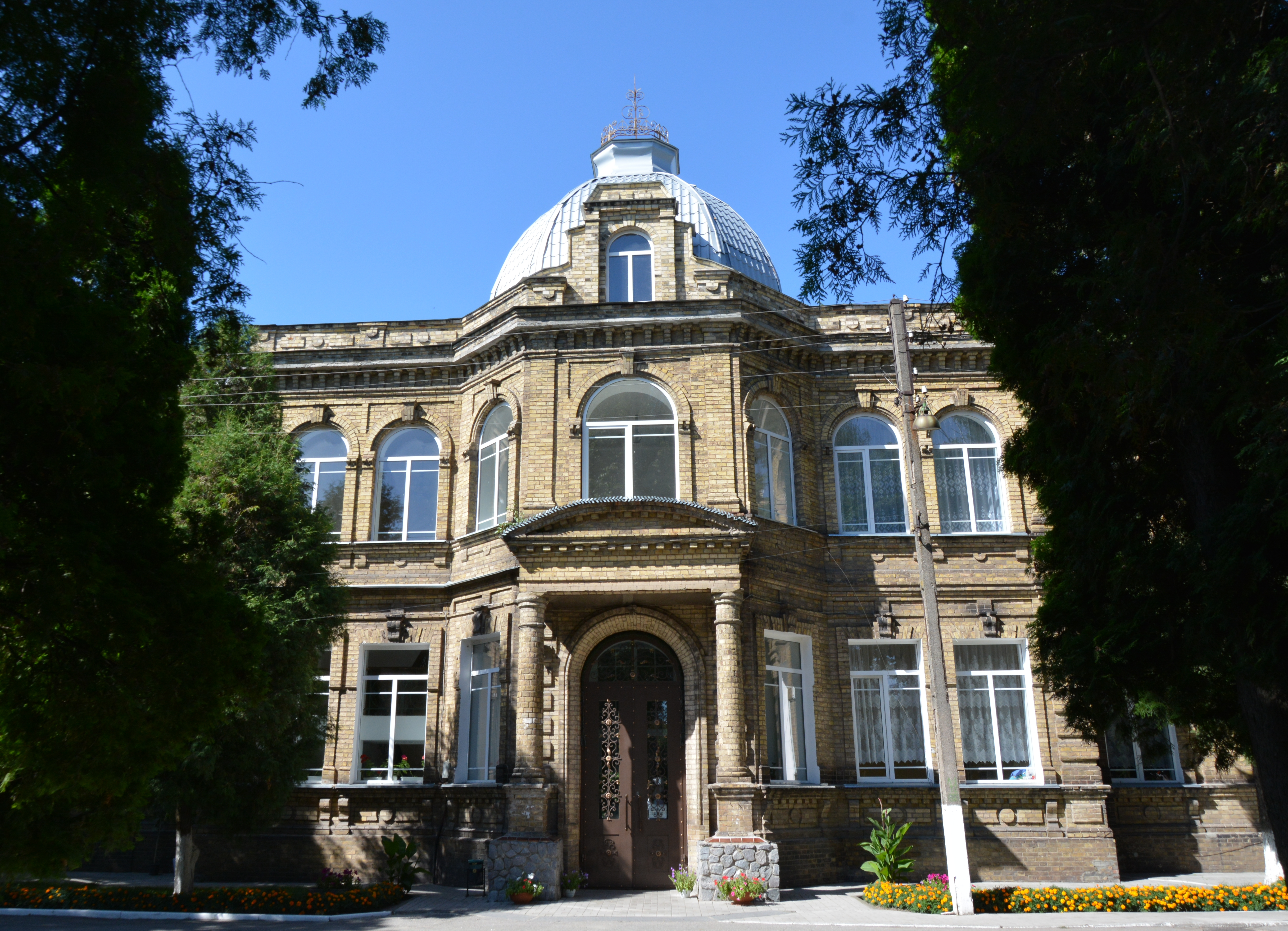
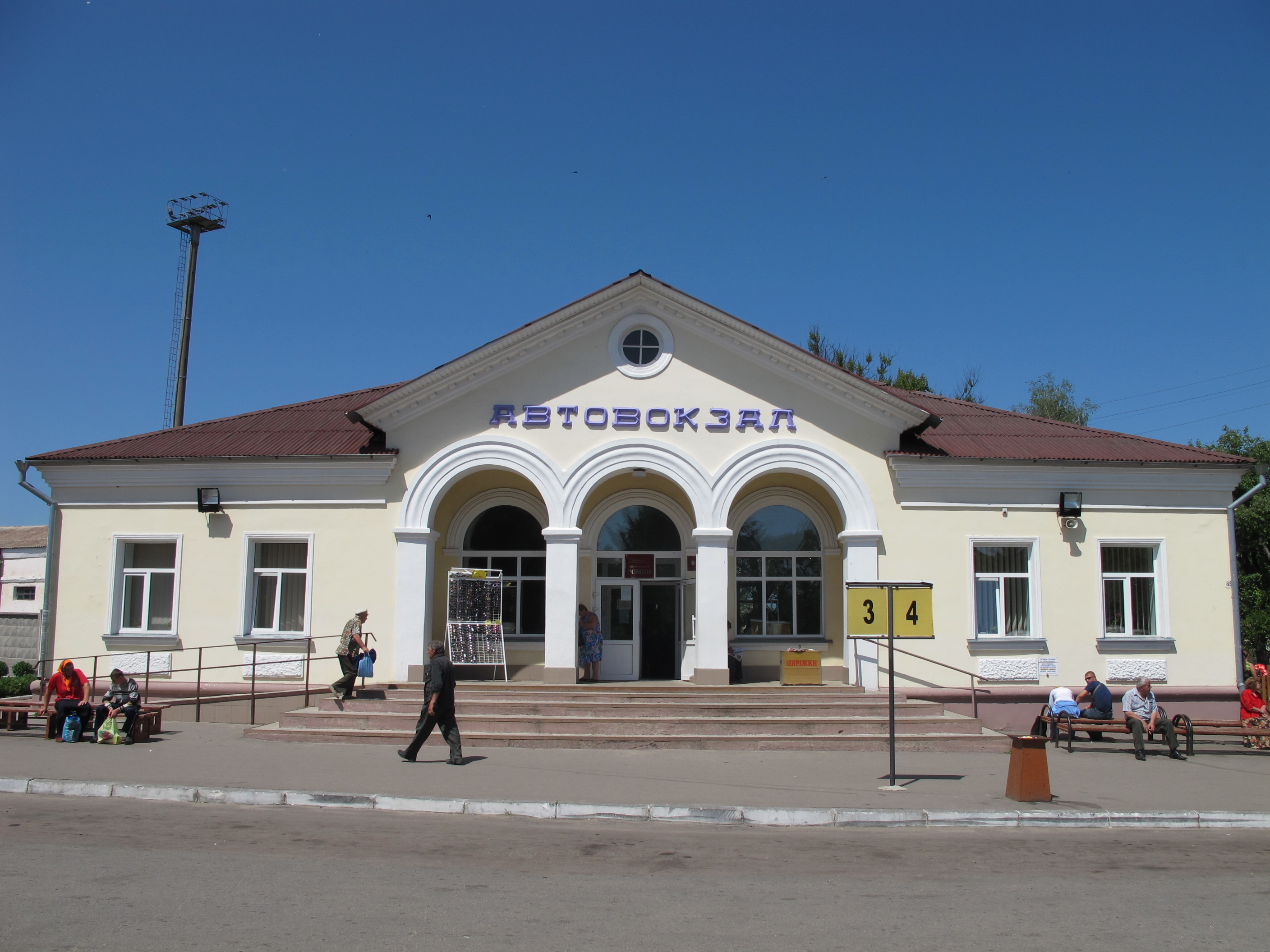